# Charity Adule
Charity Ogbenyealu Adule (Warri, 7 novembre 1993) è una calciatrice nigeriana, di ruolo attaccante.

## Carriera

### Nazionale
Nel 2010 viene selezionata dalla Federcalcio nigeriana per vestire la maglia della selezione under 20 per rappresentare la propria nazione al Mondiale di Germania 2010, convocazione confermata anche per il successivo Mondiale del Giappone 2012 dove si laurea vicecampione del Mondo.
Dal 2013 è stata più volte convocata con la nazionale nigeriana.

## Palmarès
- Campionato kazako femminile: 2

BIIK Kazygurt: 2014, 2015
- Coppa del Kazakistan femminile: 2

BIIK Kazygurt: 2014, 2015